# Airy de Verdun
Pour les articles homonymes, voir Airy.
Airy de Verdun ou saint Airy ou Aguy ou Agéric (latin, Agericus), fut le 10e évêque de Verdun.
Il est né vers 521 à Harville, dans l'actuel département de la Meuse, en France ; il est mort en 588.
Saint Airy est fêté le 8 février dans le diocèse de Verdun, le 1er décembre ailleurs.

## Biographie et vénération
Fils de modestes paysans des environs de Verdun, il naquit dans un champ de blé où travaillait sa mère. Le roi Thierry Ier, qui chassait par là, demanda à tenir sur les fonts baptismaux le nouveau-né, qui reçut le prénom d’Agericus (Champêtre), en français Airy. Thierry veilla par la suite à l’éducation de son filleul, qui montrait d’excellentes dispositions dans les sciences humaines et religieuses. À trente ans, Airy se voua à l’état ecclésiastique.
Ordonné prêtre par saint Désiré de Verdun (Desideratus), 9e évêque de Verdun (529-554), il devint évêque à 34 ans, à la mort de ce dernier. Il se fit remarquer par son zèle à soulager les pauvres et à instruire le peuple.
Loué par Venance Fortunat (Carmina, III, XIII) et Grégoire de Tours (Histoire des Francs, VII, 44), saint Airy était une personnalité influente à la cour de Sigebert, roi d'Austrasie (561-575), et de son fils et successeur Childebert II (570-596).
Il mourut le 1er décembre 588 et fut enterré dans la chapelle Saint-Martin, qu'il avait fait bâtir, et qui, par la suite porta son nom. Son corps repose aujourd’hui en la cathédrale de Verdun, où l'on conservait encore au siècle dernier des objets lui ayant appartenu : une cuillère de table en bois, au manche orné de clous d'ivoire, et deux couteaux aux manches d'ivoire gravés.
L'abbaye bénédictine Saint-Airy de Verdun fut érigée sur son tombeau en 1037.
Hugues de Flavigny a écrit une Vita Agerici que l'on trouve dans la Patrologie Latine de l'abbé Migne, tome CLIV, col. 126-131.
Saint Airy aurait fondé la maison-Dieu Saint-Sauveur, première maison hospitalière de Verdun, dont les premières traces historiques certaines remontent à 1093.

## Le tonneau de saint Airy
La légende raconte que, fort âgé, Airy reçut la visite du roi d'Austrasie Childebert II et de sa cour. L'évêque fit servir à ses hôtes un festin grandiose. Mais les guerriers francs burent de si bon cœur que le vin vint à manquer. Informé de cette infortune, Airy se fit apporter le dernier baril. Il le bénit et ordonna aux serviteurs de servir les convives. Le vin coulait désormais à flots, meilleur qu'auparavant, et sans que le contenu s'épuisât. En remerciement, le monarque offrit à l'évêché des terres à Sampigny, Cumières, Charny, Tilly, Harville. Depuis lors, saint Airy est représenté muni de son baril miraculeux.
On attribue à saint Airy d’autres miracles. C’est ainsi qu’à Laon il délivra miraculeusement un condamné à mort de ses liens, obtenant sa grâce. À Verdun, il releva de ses ruines une chapelle dédiée à saint Jean Baptiste. Quelque temps plus tard, il apprit par une révélation divine que les corps de précédents évêques de Verdun, saint Maur, de saint Salvin et saint Arateur, reposaient ensevelis dans ce même lieu. Il fit porter les corps dans des châsses et construire à proximité de leurs tombeaux une église paroissiale dédiée à saint Médard, évêque de Noyon.

## Personnalités portant ce prénom
- Airy Routier, rédacteur en chef à l'hebdomadaire Le Nouvel Observateur
- Airy Durup de Baleine, géographe et historien
- Airy Baudot, fabricant de dragées à Verdun (jusqu'aux années 1960)

### Sources et bibliographie
- E. Martin, « Airy (Saint) » dans Dictionnaire d'histoire et de géographie ecclésiastiques, vol. I. (Aachs - Albus), Paris, Librairie Letouzey et Ané, 1912 (ISBN 2-7063-0157-0), col. 1233-4
- Propre de la fête de saint Airy : http://www.introibo.fr/Saint-Airy-eveque